# ルイス・デ・ルセナ
ルイス・ラミレス・デ・ルセナ（西: Luis Ramírez de Lucena）1465頃 -1530頃は、スペインのチェスプレーヤー。現存する、世界最古のチェスに関する書籍を出版した人物。作家兼外交官であるファン・デ・ルセナの息子であると伝えられている。

## 本

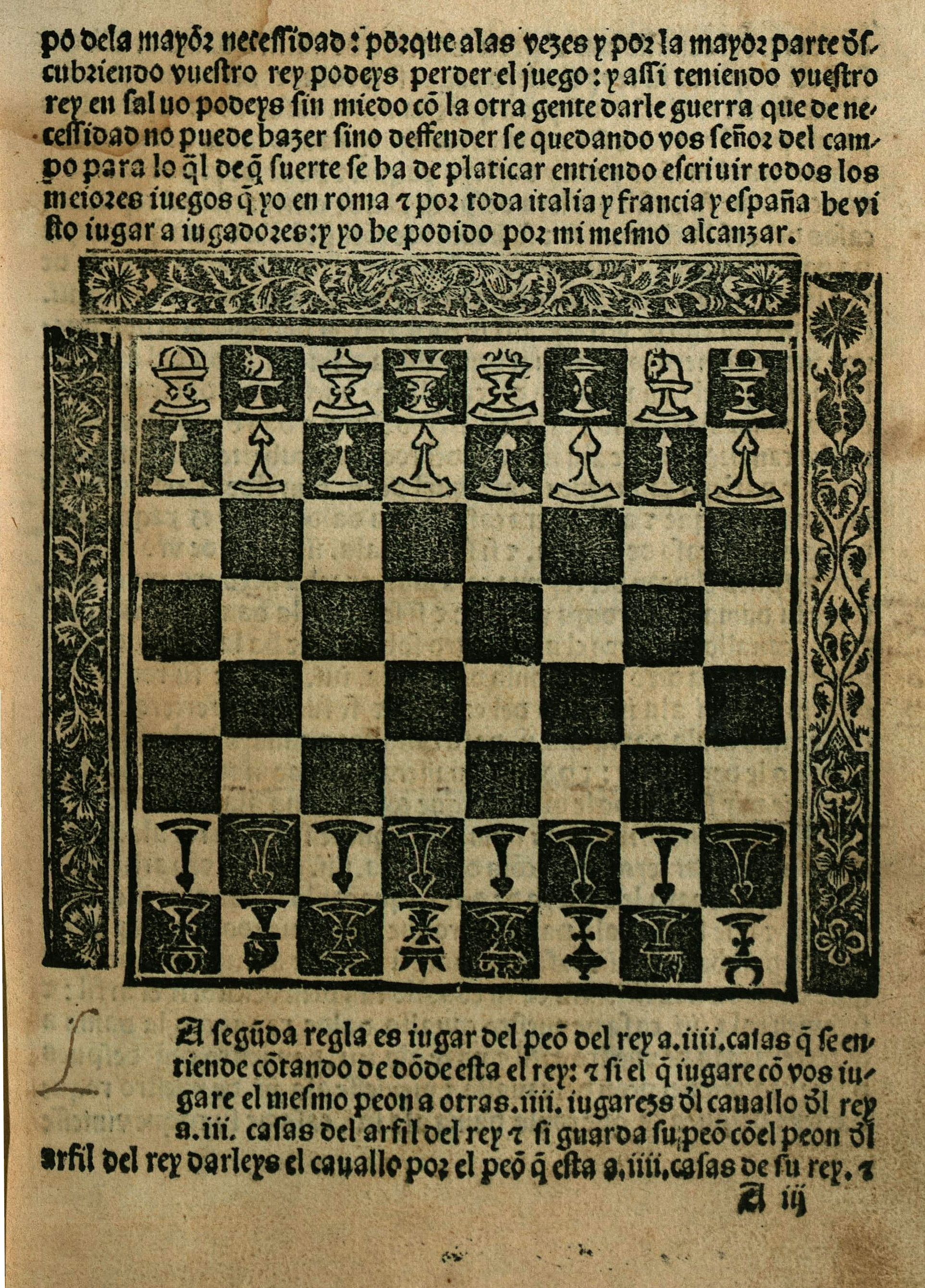
彼の本のページ

1497年頃にサラマンカで出版された、チェスに関する最も古い現存する印刷された本、 RepeticióndeAmores y Arte de Ajedrez con 101 Juegos de Partido （「Repetition of Love and the Art of Playing Chess」）を書いた。この本には11のオープニングが掲載されているが、チェスの歴史家であるH. J. R. マレーは、急遽準備したのではないかというような初歩的な誤りも多く含まれていると指摘している。この本はチェスのルールが近代的な形になってきた頃に書かれたもので、掲載されている150のポジションの中には、古典的なゲームのものと新しいゲームのものが両方掲載されている。この本の現物は数10冊も現存していない。
研究者の中には、この本の大部分は、現存しない1495年発行のFrancescc Vicentの著作「Libre dels jochs partits dels schacs en nombre de 100」からの盗用であると述べる者もいる。
ルセナ・ポジションは、彼の著作に登場しないものの、彼の名にちなんで命名されている（アレッサンドロ・サルビオによって1634年に初めて出版された)。スマザード・メイト（後にPhilidor's legacyと名付けられた)は彼の著作の中にある。

## ソース
- Hooper, David; Whyld, Kenneth (1996). The Oxford Companion to Chess. Oxford University. ISBN 0-19-280049-3
- Barbara Matulka (1931). An anti-feminist treatise of fifteenth century Spain: Lucena's Repetición de Amores. Comparative Literature Series. New York Institute of French Studies